# Lil' Mo
Lil' Mo, pseudonimo di Cynthia Loving (New York, 19 novembre 1978), è una cantante statunitense.
È nota per le sue collaborazioni con Ja Rule, Missy Elliott e Fabolous.

## Vita privata
Nata in una famiglia militare, Lil'Mo cresce inizialmente a Long Island, ma in seguito, per motivi di lavoro del padre, si sposta in vari Stati, come Texas, Georgia, Carolina del Nord e Baltimora. Il sogno di diventare una cantante famosa inizia presto e le permette di partecipare a competizioni canore in ognuno dei luoghi in cui si sposta di volta in volta.
Nel marzo 2001, incontra il futuro marito, Al Stone, a una stazione di servizio di Washington, che sposerà cinque mesi dopo e dal quale avrà due figlie: Heaven Love'on Stone (19 agosto 2002), e God'lss Love Stone (24 febbraio 2004). Nell'agosto 2007 i due divorziano.
Lil'Mo è stata sposata con un artista gospel, Phillip Bryant, dal quale ha avuto un figlio, Justin McKenzie Phillip (16 gennaio 2009) e da cui si è divorziata nel 2014. Vive a Odenton, nel Maryland.

## Carriera
Nel 1999 Lil'Mo firma un contratto con la Elektra, entrando nel mondo della musica come "pupilla" dell'artista rap Missy Elliott. Debutta col singolo 5 Minutes. Successivamente partecipa con Missy Elliott nel suo album Da Real World. Nel 2000 collabora con Jay-Z nella canzone Parkin Lot Pimpin. Nel 2001 partecipa con i Next alla canzone Wifey. Altri artisti con cui partecipa sono i Blackstreet, Bow Wow, 3LW, Nicole Wray, Ol' Dirty Bastard e tanti altri.
La sua partecipazione principale resta quella con Ja Rule, nel 2001. Il singolo di riferimento è Put It On Me, hit nelle radio pop che raggiunge la posizione numero 8 nelle classifiche pop americane.

## Discografia
- 2001 - Based on a True Story
- 2003 - Meet the Girl Next Door
- 2005 - Syndicated: The Lil' Mo Hour
- 2007 - Pain & Paper
- 2011 - P.S. I Love Me
- 2014 - The Scarlet Letter